# Homolka (388 m)
Homolka je se svými 387,94 m n. m. jedním z vrcholů uprostřed Hronovské kotliny těsně v blízkosti hranic s Polskem. Nachází se na kraji městyse Velké Poříčí v části Brné. Jde o výrazný osamocený vrch, na mapě z 19. století označený jako Křepelka.
Pod vrchem protéká stejnojmenný potok a jsou zde 2 rybníky (Homolka I a Homolka II). Vrchol je označen trigoniometrickým bodem z roku 1937. Po krajích vrchu směrem k Polsku lze najít zbytky 4 Řopíků. Na vrcholu v jakémsi lomečku jsou k vidění i stromy s výrazně odhaleným kořenovým systémem.